# Хакасоведение
Хакасоведение — гуманитарная междисциплинарная научная дисциплина часть филологической и исторической тюркологии. Предметом изучения является язык, история и культура хакасского народа и в первую очередь особенности его мировоззрения и этнической истории. Системное изучение языка эпических произведений алыптыг нымах в хакасоведении началось с XIX в. (Н. Ф. Катанов, В. В. Радлов и др.) и было продолжено в XX в. А.В. Кудияровым, Е.Н. Кузьминой, И.Л.Кызласовым и др.

## Центры хакасоведения
- Хакасский НИИ языка, литературы и истории, (ХакНИИЯЛИ)
- Хакасский ГУ им. Н.Ф. Катанова,
- Хакасский республиканский Центр культуры и народного творчества
- Хакасская национальная гимназия им. Н.Ф. Катанова
- Мин-во образования и науки Респ. Хакасия

## Хакасоведы
- Катанов, Николай Фёдорович
- Потапов, Леонид Павлович
- Кызласов, Леонид Романович
- Карпов, Венедикт Григорьевич
- Бутанаев, Виктор Яковлевич
- Кызласов, Игорь Леонидович